# Czernidłak gnojolubny
Czernidłak gnojolubny (Narcissea patouillardii (Quél.) D. Wächt. & A. Melzer) – gatunek grzybów należący do rodziny kruchaweczkowatych (Psathyrellaceae).

## Systematyka i nazewnictwo
Pozycja w klasyfikacji według Index Fungorum: Narcissea, Psathyrellaceae, Agaricales, Agaricomycetidae, Agaricomycetes, Agaricomycotina, Basidiomycota, Fungi.
Po raz pierwszy zdiagnozował go w 1884 r. Lucien Quélet nadając mu nazwę patouillardii. Obecną, uznaną przez Index Fungorum nazwę nadali mu D. Wächt. i A. Melzer w 2020 r.
Synonimy:
- Coprinopsis patouillardii (Quél.) Gminder 2010
- Coprinus patouillardii Quél. 1883
- Coprinus patouillardii subsp. isabellinus Locq. 1947
- Coprinus patouillardii var. lipophilus R. Heim & Romagn. 1934[2].

Nazwę polską zaproponował Władysław Wojewoda w 2003 r. Wówczas gatunek ten zaliczany był do rodzaju Coprinus. Po przeniesieniu go do rodzaju Narcissea nazwa polska stała się niespójna z nazwą naukową.

## Morfologia
Kapelusz
Początkowo ma wysokość 5–8 mm, średnicę 4 mm i pokryty jest bladobrunatną osłoną. Dojrzały ma średnicę 15–22 mm, początkowo jest stożkowy, potem wypukły, w końcu płaski. Powierzchnia białoszara, pokryta drobnymi kłaczkowatymi resztkami osłony. Prześwitują blaszki.
Blaszki
Wolne, o szerokości do 1,5 mm, w liczbie 16–22. Początkowo są białe, potem od zarodników szaroczarne.
Trzon
Wysokość do 5 cm, grubość 0,5–1 mm. Podstawa o średnicy do 1,5 mm, często z resztkami osłony. Powierzchnia gładka, biała, tylko podstawa trzonu brązowawa.
Cechy mikroskopowe
Wysyp zarodników czarny. Zarodniki ciemno czerwonobrązowe o rozmiarach 6–8,9 × 5,8–7,8 µm, cytrynowate lub soczewkowate z centralnym porem rostkowym. Podstawki o rozmiarach 15–30 × 7–8 μm, z 4 sterygmami, otoczone przez 3–6 nibywstawki. Pleurocystydy o rozmiarach 30–50 × 35–40 μm, prawie kuliste lub elipsoidalne. Cheilocystydy o rozmiarach 20–45 × 15–35 μm, prawie kuliste lub elipsoidalne. Skórka zbudowana z kulistych lub elipsoidalnych, gładkich lub ziarnistych komórek o średnicy do 50 μm. Na strzępkach brak sprzążek.

## Występowanie i siedlisko
Znane jest występowanie tego gatunku w Ameryce Północnej, Europie, Maroku i Australii. W Polsce do 2003 r. podano 9 stanowisk.
Grzyb saprotroficzny i koprofilny. Występuje w lasach, ogrodach, przy domach. Rozwija się na kompoście, różnych gnijących resztkach roślinnych i odchodach zwierząt roślinożernych. Owocniki pojawiają się pojedynczo lub zbiorowo od maja do października.